# توم موري
توم هيو موري كان شخصية بارزة في مجال تصميم معدات ركوب الأمواج وابتكارها. من خلال عمله كموسيقي، مهندس، ومتصفح، قدم العديد من الأفكار والتقنيات التي ساهمت في تطور هذه الرياضة على مر السنين.

## سيرته
وُلِد توم هيو موري في ديترويت، ميشيغان، عام 1935. بحلول عام 1944، انتقل إلى لاجونا بيتش، كاليفورنيا، حيث بدأ في تطوير مهاراته في العزف على الطبول. أصبح موسيقيًا محترفًا في الخمسينيات وكان من محبي موسيقى الجاز. أثناء ممارسته لرياضة ركوب الأمواج كهواية، التحق بجامعة جنوب كاليفورنيا وتخرج منها عام 1957 بدرجة بكالوريوس في الرياضيات. تزوج من جولي جيفنز في عام 1958 وعمل في شركة دوغلاس للطائرات كمهندس عمليات في المواد المركبة. بعد مغادرته شركة دوغلاس، عمل في عدة وظائف تتعلق بالمواد والعمليات المركبة، والتي قام بتطبيقها في اختراعاته الخاصة بمجال ركوب الأمواج. في عام 1964، قرر مغادرة عالم الشركات نهائيًا وانتقل إلى فينتورا حيث أسس سلسلة من الشركات التي تخدم سوق ركوب الأمواج. كما رعى موري مسابقات ركوب الأمواج مثل بطولة "توم موري". أنجب موري ابنتين قبل أن ينتهي زواجه بالطلاق في أواخر الستينيات.
انضم موري إلى الديانة البهائية في عام 1970 بعد أن شهد "وليمة الوحدة" على شاطئ كاواي، حيث اختلطت مجموعات عرقية متنوعة من البيض والسود والهاوايين بشكل ودي. بعد بضعة أشهر من حضور اجتماعات غير رسمية حول التعاليم البهائية، شعر أن هذه التعاليم كانت أمرًا بالغ الأهمية يجب الانغماس فيه بصدق، وليس مجرد التعامل معه بشكل سطحي. فقرّر الانسحاب فورًا من الكحول والمخدرات والعلاقات الجنسية غير الشرعية. يُنسب إلى دعاء بهائي معين، يتضمن عبارة "امنحني أفكارًا قد تحول هذا العالم إلى حديقة ورود"، أنه ألهمه لاختراع لوحة البوجي في 7 يوليو 1971. بعد ذلك بفترة قصيرة، أسس شركة "موري بوجي". تزوج موري لاحقًا من مارشيا نيكولز وأنجب منها أربعة أطفال.
باع موري شركة "موري بوجي" في عام 1977 وعاش في هاواي لمدة عقد من الزمن، حيث عمل كمستشار خلال النهار وعازف جاز في الليل. بحلول عام 1977، كان ينتج نحو 80 ألف لوح تزلج سنويًا. في عام 1985، انتقل موري وعائلته إلى جزيرة باينبريدج في ولاية واشنطن، حيث عمل موري كمهندس لشركة بوينغ. في عام 1992، عاد إلى جنوب كاليفورنيا، حيث عاد إلى مشهد ركوب الأمواج وعمل كمستشار في شركة "وام-أو بوجي بورد" ومع الشركة الجديدة "موري بادي بوردز". أنهى موري عمله الاستشاري في يناير 1999، حيث أسس شركته الخاصة "توم موري دوت كوم" وغير اسمه إلى "Y".
من عام 1999 إلى عام 2007، ركز موري على تطوير تكنولوجيا جديدة للألواح اللينة الخاصة بالتزلج على الأمواج. قام بصنع هذه الألواح يدويًا في ورشة عمل صغيرة في كارلسباد، كاليفورنيا. كان أشهر تصميم له هو لوح التزلج الطويل، الذي كان يحمل شكلًا مكافئًا. قامت شركة موري بتسويق وبيع الألواح تحت اسم "Surfboards by Y".
توفي موري في 14 تشرين الأول 2021 عن عمر يناهز 86 عامًا.

## ركوب الأمواج
في عام 1946، وفي سن الحادية عشرة، حصل موري على المركز الثاني في بطولة بحيرة جرين فالي للتجديف. بدأ ممارسة رياضة ركوب الأمواج في عام 1952. وفي نيسان 1955، قام بممارسة رياضة ركوب الأمواج (بدون حبل سحب) خلف يخت بحري.
من عام 1955 إلى عام 1963، كان موري راكب أمواج برعاية شركة Dave Godart Surfboards، ثم Dave Sweet، وCon، وVelzy Jacobs، وأخيرًا Dewey Weber. في عام 1964، بدأ في إنشاء شركات لتوفير ألواح التزلج على الأمواج واختراع تقنيات لألواح التزلج على الأمواج.
- 1954 - تم إنشاء أول "جيب أنف مقعر"
- 1955 - اخترع شيئًا أطلق عليه اسم "Wing Tip"، وهو أنف Coaund Lift.
- 1964 - تم إنشاء أول زعانف من مادة البولي بروبيلين وأول نظام تجاري للزعانف القابلة للتبديل.
- 1965 - استخدم الورق المقوى المموج المشبع بالراتنج لصنع "لوح ركوب الأمواج الورقي" والذي كان له إعلان تلفزيوني [9] وإعلان ملون بالكامل في أغسطس 1966 مكون من صفحتين في مجلة Reader's Digest .[10]
- 1965 - تم إنشاء بطولة توم موري لركوب الأمواج، وهي أول مسابقة احترافية لركوب الأمواج تقام في فينتورا بوينت.[11]
- 1971 - اخترع لوح ركوب الأمواج، والذي كان يسمى في تلك الأيام Boogie Board نسبة إلى حب موري للموسيقى.
- 1974–1976 - قام بتصميم جوهر تكنولوجيا تصنيع "اللوحة الناعمة" الحالية.[12] ترك موري اهتماماته التجارية بالتزلج على الأمواج في أواخر السبعينيات، ثم عاد إليها في التسعينيات.

## الروابط الخارجية
- TomMorey.com
- توم موري في قاعدة بيانات الأفلام على الإنترنت
- سيرة توم موري على موقع surfline.com
- تعليقات مايك دويل 1
- تحذير من ركوب الأمواج من توم موري
- أخبار الصناعة نشأة صناعة ركوب الأمواج: قصة توم موري
- ردّ Vagabond.com على سلسلة "ما الذي يُدمّر رياضة ركوب الأمواج؟" بقلم توم موري
- كلب ركوب الأمواج في ماليبو ينبح
- LATimes.com إثارة الجماهير ذات مرة، كان الناس يركبون الأمواج على ألواح التزلج أو المراتب الهوائية. ثم وضع توم موري مكواة على قطعة من الرغوة.
- The Hey Day.com سلطان ركوب الأمواج، بارون البوجي